# جنگ یامن
نبرد یامِن (چینی سنتی:厓門戰役) نبردی میان دودمان سونگ جنوبی و مغولان بود که در ۱۹ مارس ۱۲۷۹ میلادی رخ داد. این جنگ آخرین ایستادگی ارتش سونگ در مقابل نیروهای امپراتوری مغول بود و پس از این نبرد، مغولان بر تمامی جنوب چین مسلط شدند.